# Magic Juanpere
Magic Juanpere
Magic Juanpere (en inglés llamado Magic JohnPeter del francés Gianpierre) es un personaje de ficción de cómic creado en 1989 por Jaume Ries Puig un gran escritor en su época , como pequeña viñeta en el diario catalán Avui (editado cada domingo como entretenimiento juvenil, pero también infantil.).
En los primeros cómics el superhéroe ganó gran popularidad con su primera obra de tres tomos "las vacaciones de Magic" que fueron todo un éxito. La historia era unas pequeñas viñetas en las que junto a su esposa Coia y sus hijos Pablo y Javier iba de vacaciones y eran secuestrados por el ejército encabezado por Latin Medusa, quien luego se hace amigo del protagonista cuando encuentran a su hijo Javier y Medusilla juntos.
El segundo cómic se basaba en las aventuras por el mundo de los videojuegos de Magic, pero no pudo ser finalizada por la venta de los derechos a una empresa japonesa y española el 21 de octubre de 1995.Cuya empresa vendió los derechos a unos chicos portugueses que desde pequeños habían seguido las historias de Magic Juanpere.
Tras la separación de los miembros del grupo dos de los miembros(Alberto Chávez y Sergio Steven) han adquirido los derechos de la saga para retomar de nuevo con las historietas de Magic. Según el Diario Avui se rumorea de que los dos miembros hagan una nueva temporada con escenas pornográficas en donde volverán a aparecer los personajes de la familia de Magic.La nueva temporada estaría prevista para finales de 2013.

## Intento de retomar la historia de Magic
En el año 2000 el grupito de amigos portugueses intentó seguir la historia pero fracasaron cuando iban por la tercera temporada.
Los chicos intentaron hacer la historieta por vídeo no por viñetas como se hacía en el principio, los chicos hicieron las historias inventadas, no siguieron las historias pasadas al no tener ordenadores y cámaras lo suficientemente potentes para hacer cromas y fondos espectaculares.
Al final se dieron cuenta de que la idea no gustaba e intentaron hacer cromos y chapas de Magic, llamadas Magicards de la colección de Panini, al poco tiempo hicieron camisetas, calzoncillos, calcetines, guantes y sombreros. También hicieron ropa de mujer como sujetadores, bragas, tangas pero todos con la foto de Magic juanpre y sus gafas negras espectaculares. También se vendían sus gafas que brillaban con la luz del sol y se veían en la oscuridad.

## Estreno del film El Retorno de Magic
Los aficionados pidieron hace tiempo que se hiciera la película de Magic en toda la Unión Europea, sobre todo en España, lugar de creación de este gran personaje, hace poco se anunció el estreno de la película, llamada el retorno de Magic en la cual se vuelve a ver la caras contra Latin medusa i su gran mafia rusa, la podréis ver el 2 de septiembre de 2009, solo se podrá ver por Youtube, pero por razones que no os importan se ara con muñecos y las voces serán grabaciones de Magic y de su familia junto con un nuevo personaje llamado naex su mascota.
Es posible que en esta película no salgan todos los personajes de las primeras viñetas, por causa de falta de grabaciones, pero igualmente se recordará durante más tiempo a Magic juanpere como gran personaje de la historia Española y también mundial.

## Encuentro con el verdadero Magic Juanpere
Hace poco que unos amigos encontraron aún hombre que se llamaba Magic Juanpere.Entonces se dieron cuenta de que Magic Juanpere exsistía de verdad.Mucha genteno se lo creía pero era verdad unos de los grandes de España exsistía.El hombre vivía en Amposta un pueblo/ciudad de Cataluña, desde entonces ese lugar ha sido un sitio muy conocido.Magic dijo que no conocía al personaje de ficción que se llamaba como el.

## La muerte de Magic
Hemos sabido de que saldrá una nueva viñeta de Magic, en esta viñeta por desgracia Magic morirá por una conspiración de Javier y Latin pulpo (Hermano de Latin Medusa).Nosabemos muy bien de que morirá pero sabemos que será un gran palo para los aficionado de Magic.
Esta nueva viñeta estará en las mejores librerías del mundo pero no sabemos cuando saldrá asin que tendremos que esperar para ver la muerte del gran Magic Juanpere.
Su amante Txenia le passara el sida mediante sexo oral extremadamente sádico, Coia muy enfadada va a tirar a la Txenia en su montón de tangas sucios llenos de mocos vaginales. Este es el fin de la era Magic Juanpere...
- Datos: Q5680702